# Стейпл
Стейпл (англ. Staple Island) — скалистый остров близ побережья Нортумберленда.
Остров имеет площадь менее 1 км². Стейпл является частью архипелага Фарн.
На острове можно наблюдать колонии атлантических морских птиц.